# کشتی‌گیر (فیلم ۱۹۷۴)
کشتی‌گیر (انگلیسی: The Wrestler) یک فیلم است که در سال ۱۹۷۴ منتشر شد. از بازیگران آن می‌توان به اد اسنر، ریک فلر، و وینس مک‌من اشاره کرد.